# ニジハバト
ニジハバト（虹羽鳩、別名：ニジバト（虹鳩）、学名：Phaps chalcoptera）は、がっしりとした体格をした中型のハトである。

## 分布
オーストラリア固有種で、非常に不毛な荒野や密生した熱帯雨林を除くあらゆる環境に生息しており、オーストラリアでは最も一般的なハトの一つである。

## 形態
体長は28から36センチメートル、体重は325から350グラム。オスは額が淡黄色から黄白色で、胸はピンク色。雌雄とも、目の周りに目立つ白い線をもつ。羽にはニジハバト特有の赤、青、緑を呈する斑がある。通常、若鳥は成鳥より鈍い色をしており、褐色みを帯びる。

## 生態
水辺から離れた所ではほとんど見られない。単独、番、あるいは群で行動し、一般的に用心深く人間や他の動物が近づくことは困難である。
種子やあらゆる植物を主に食する。探餌の際は小群で行動する。しばしば数日間探餌が続くこともあるが、ニジハバトは頻繁に水を飲まなくてはならないため、水たまりやあらゆる水場を利用する。
ニジハバトの巣は小枝でできた粗雑なもので、木や藪の低い位置に作られる。抱卵期間はおよそ14日から16日で、雌雄ともに抱卵・育雛を行う。他のハトと同様、親鳥は吐き出した乳状の半消化物（ピジョンミルク）を雛に与えて育てる。

## 画像

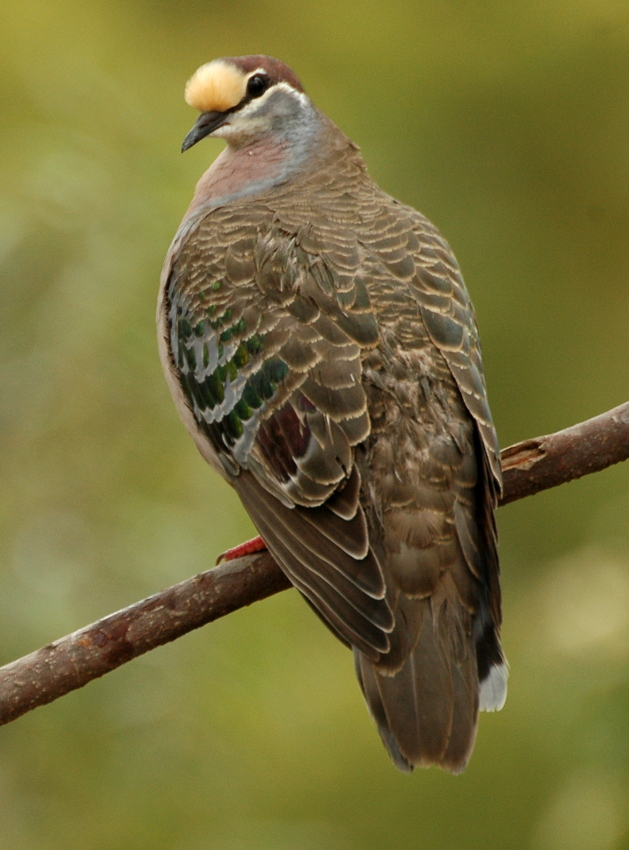
ニジハバトのオス
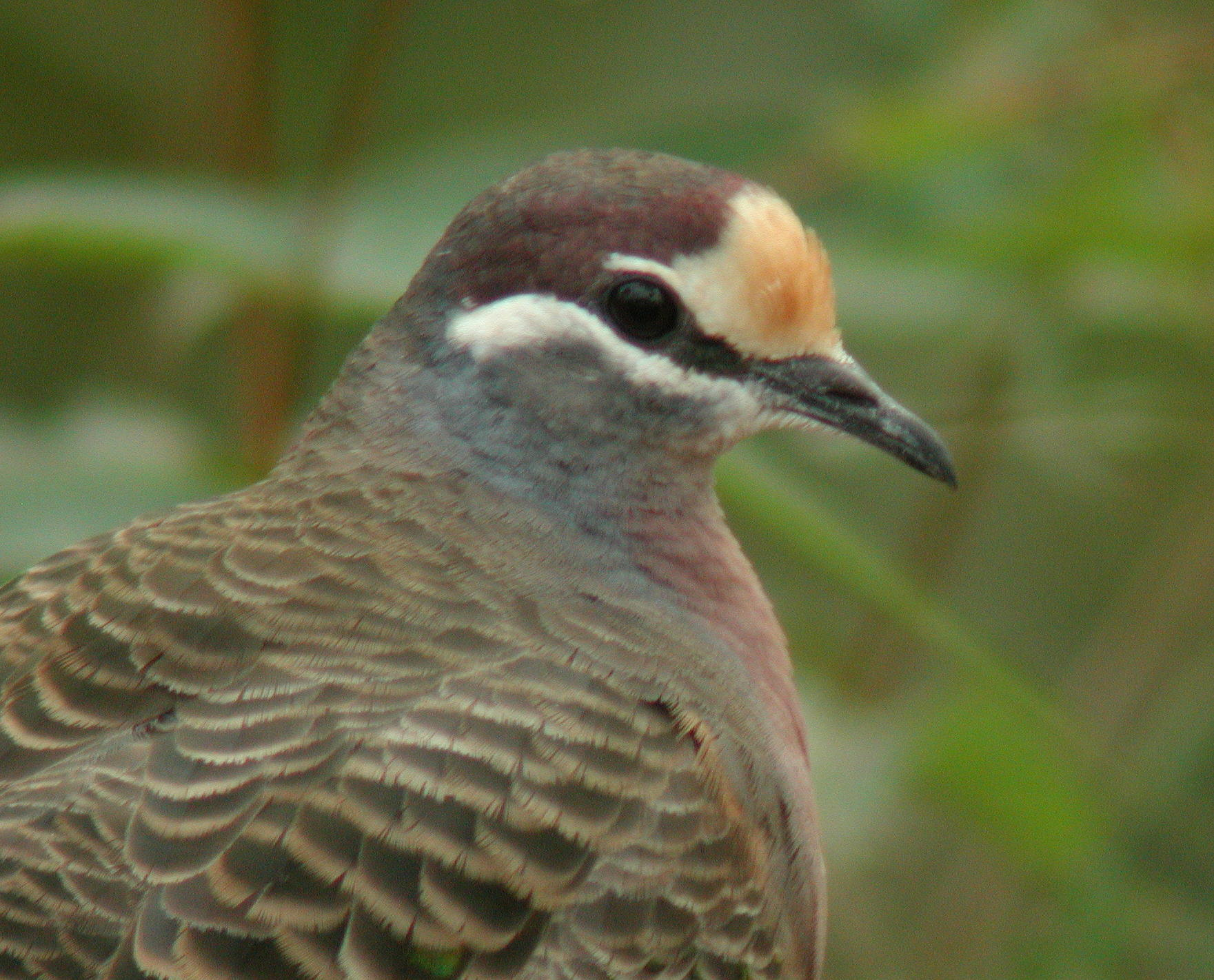
ニジハバトのオス
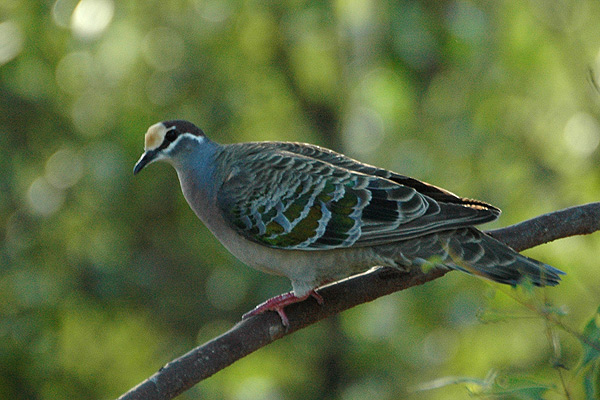
ニジハバトのオス
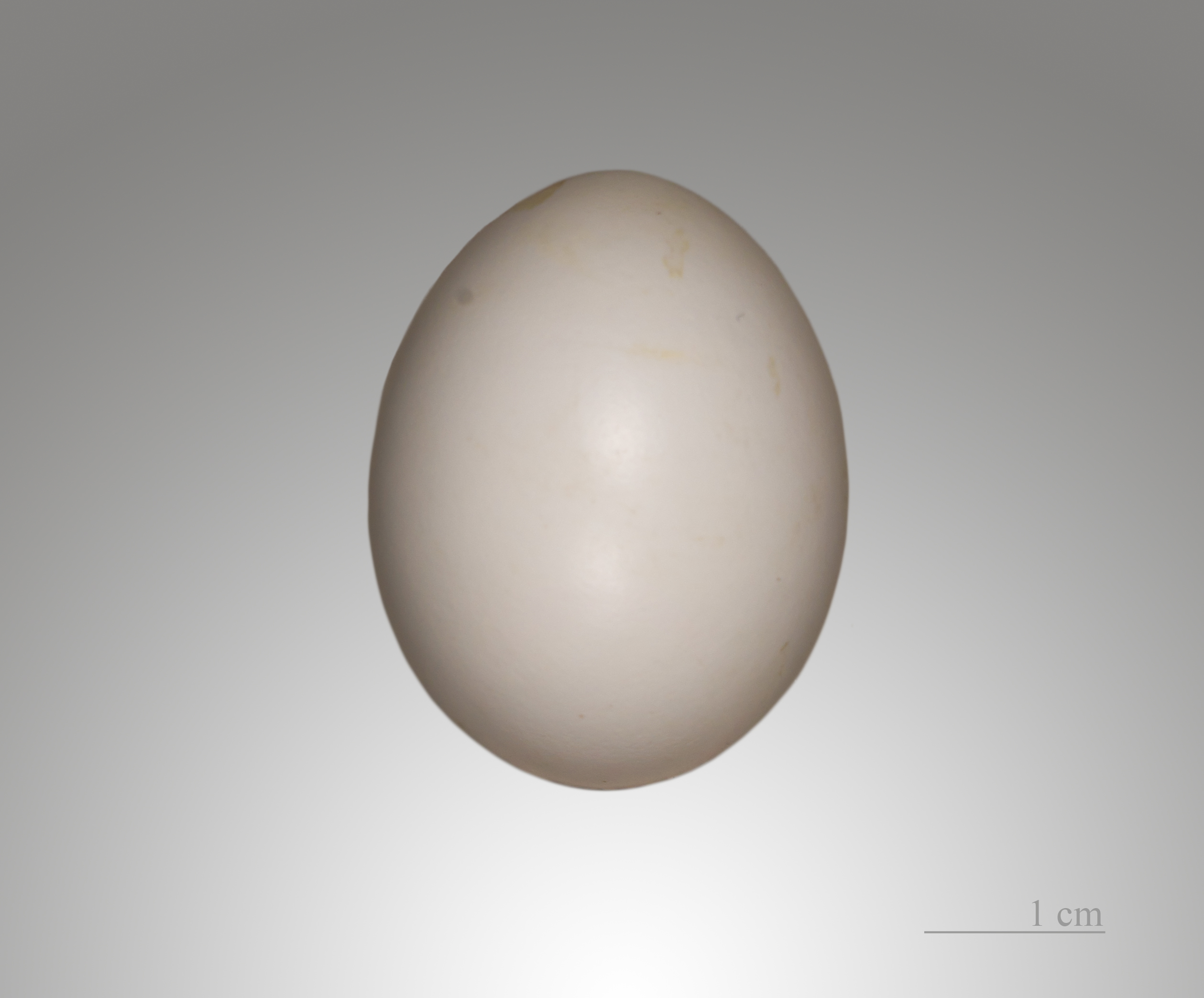
ニジハバト